# くまパワ!
『くまパワ!』は、熊本朝日放送（KAB）にて2020年10月5日から2023年9月27日まで生放送されていた月曜 - 木曜の報道・情報番組である。

## 概要
2020年9月30日まで放送されていた『くまパワJ』の後継番組。タイトルの『くまパワ』とは“くまもとパワーステーション”の略称である（『くまパワ』参照）。
放送内容は『くまパワJ』の内容を引き継ぎ、曜日ごとの特集または生中継を放送するが、くまパワJより15分放送時間が短いため、曜日ごとの特集または生中継は1本のみとなる。また、熊本のニュースやスポーツ情報を引き続き放送するが、当番組では新たに“630NEWS → くまパワ!NEWS”というタイトルがついた。

### 放送時間
2020年10月改編にて、テレビ朝日系列の一部で平日19時台のバラエティ番組を従来より15分早い18:45からスタートするという改編が行われた。KABも当番組開始時点では九州で唯一これに追従している。そのため番組開始当初の放送時間は30分であり、2021年10月改編までは熊本民放各局の夕方ローカルニュースでいちばん放送時間が短かった。
2022年10月31日から金曜日の放送がなくなり、金曜日は『スーパーJチャンネル』の18時台（関東ローカルパート）と18:50からの『ザワつく!金曜日』をフルネット。その代わり17:33 - 17:50のローカル差替え対応枠にてローカルニュースを放送している。

### 番組の終焉
2023年9月27日で放送を終了し、後継番組は『くまもとLive touch』で、金曜日の放送も再開となる。

## 出演者
（2023年9月現在）
MC
- 田中杜旺（KABアナウンサー）[注釈 1]

くまパワ!NEWS →635 NEWS →630 NEWS キャスター
- 内原健文（KABアナウンサー）
- 井上聖貴（KABアナウンサー）

お天気キャスター
- 増田叡史（気象予報士）

特集リポーター
中継
- 長木真琴
- 中村月花
- 開梢衣[注釈 2]

特集
- 岩清水愛
- 荒木直美
- かめきち
- イタガキ
- 高橋よしえ
- 松村奈央
- 樫山結[注釈 3]
- 西村怜奈[注釈 4]
- 野崎あいか[注釈 5]
- 林純一郎[注釈 6]
- 御山凌[注釈 7]

### 過去
MC
- 山崎唯衣（KABアナウンサー）

630 NEWS → くまパワ!NEWS キャスター
- 住吉香音（水曜日・木曜日・金曜日、KABアナウンサー）

お天気キャスター
- 米田祐太（気象予報士）
- 明瀬靖奈（気象予報士）

特集リポーター
中継
- 松山理穂（KABアナウンサー（当時））

特集
- 柴田理美（KABアナウンサー）
- 松山理穂（KABアナウンサー（当時））
- A夏目（特集『A夏目くんと♪』担当）
- 渕上彩夏（特集『A夏目くんと♪』担当）